# 方黼臣
方黼臣（1842年—1898年），谱名义章，又名继善，字黼臣，号子谦，清朝宁波府镇海县人。国学生，江苏补用同知三品升衔加三级诰赠资政大夫（正二品）。娶郑氏十七房同知衔郑传箕长女。方黼臣虽是清末上海巨商，但他常隐姓埋名，为人处事极其低调。方黼臣也是当时沪上著名的慈善家。

## 家庭背景
方黼臣为方润斋之子，是桕墅方家族在沪的第三代。方黼臣幼承庭训，有大志，年十五即随侍父至沪，经商贸易已若成人，17岁时父亲去世，便继承家业，跟从叔父方性斋扩展先业，列肆遍于甬沪诸埠，叔父去世后，集内以家政外而商业任一身，家益隆隆。:58

## 商业活动
方黼臣是桕墅方家族在沪经商第三代的掌门人之一:59。在方黼臣经营时期，他以祖辈、父辈两世之基础，又进一步开扩和拓展，使方氏家族事业达到了新高峰 。这一时期，方氏商业遍及天津、上海、南京、汉口、宜昌、长沙、杭州、湖州、宁波、绍兴、南浔、沙市、镇海等地，产业涉及钱庄、糖业、沙船、银楼、丝绸、棉布、药材、南北货、典当、渔业、书业、房地产业等:59。他和家族其他成员经营的钱庄、银楼被列为上海九大钱庄资本家族集团和上海九大银楼之一。

## 四明公所

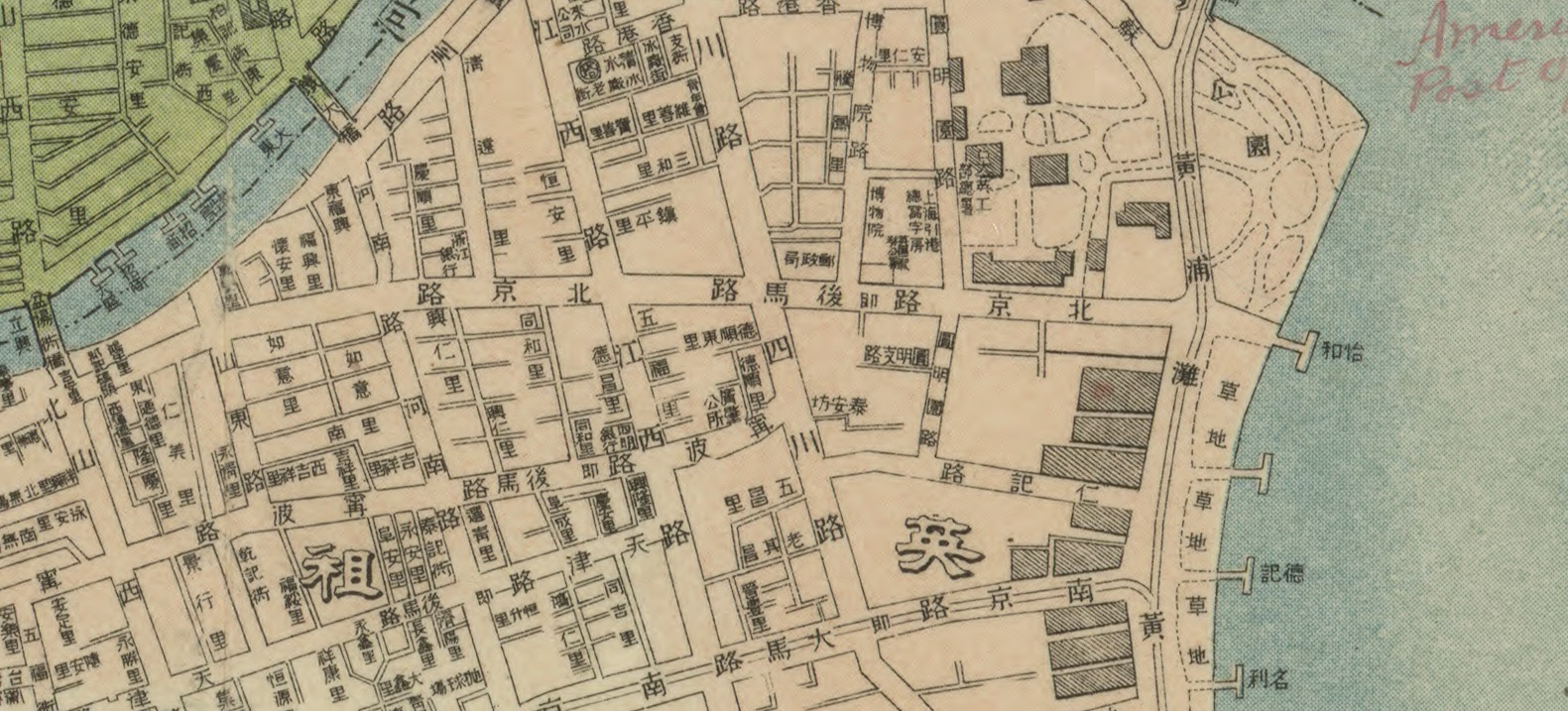
第二次四明公所血案中，董事们议事和抗议者集会的安仁里

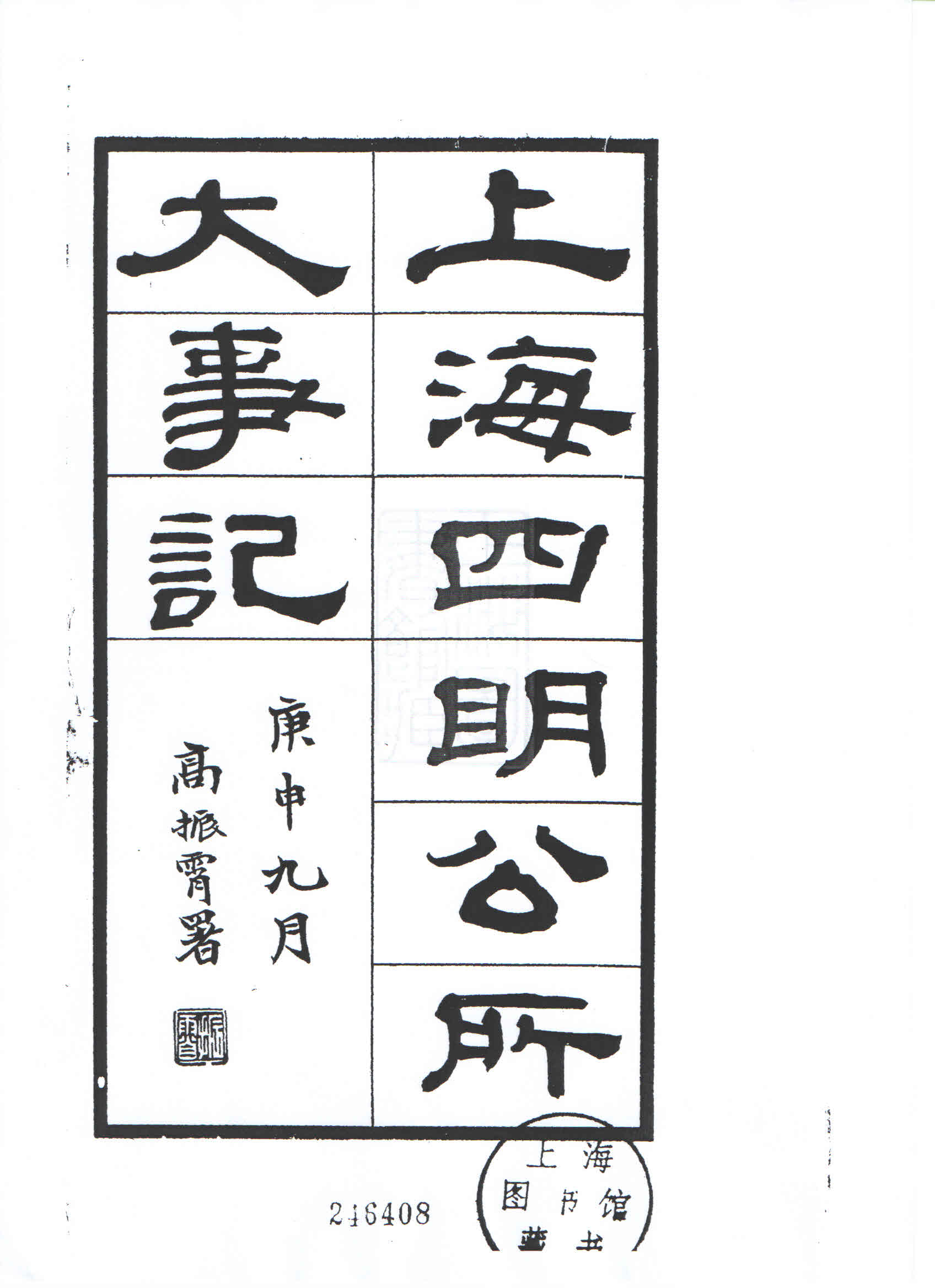
四明公所大事记

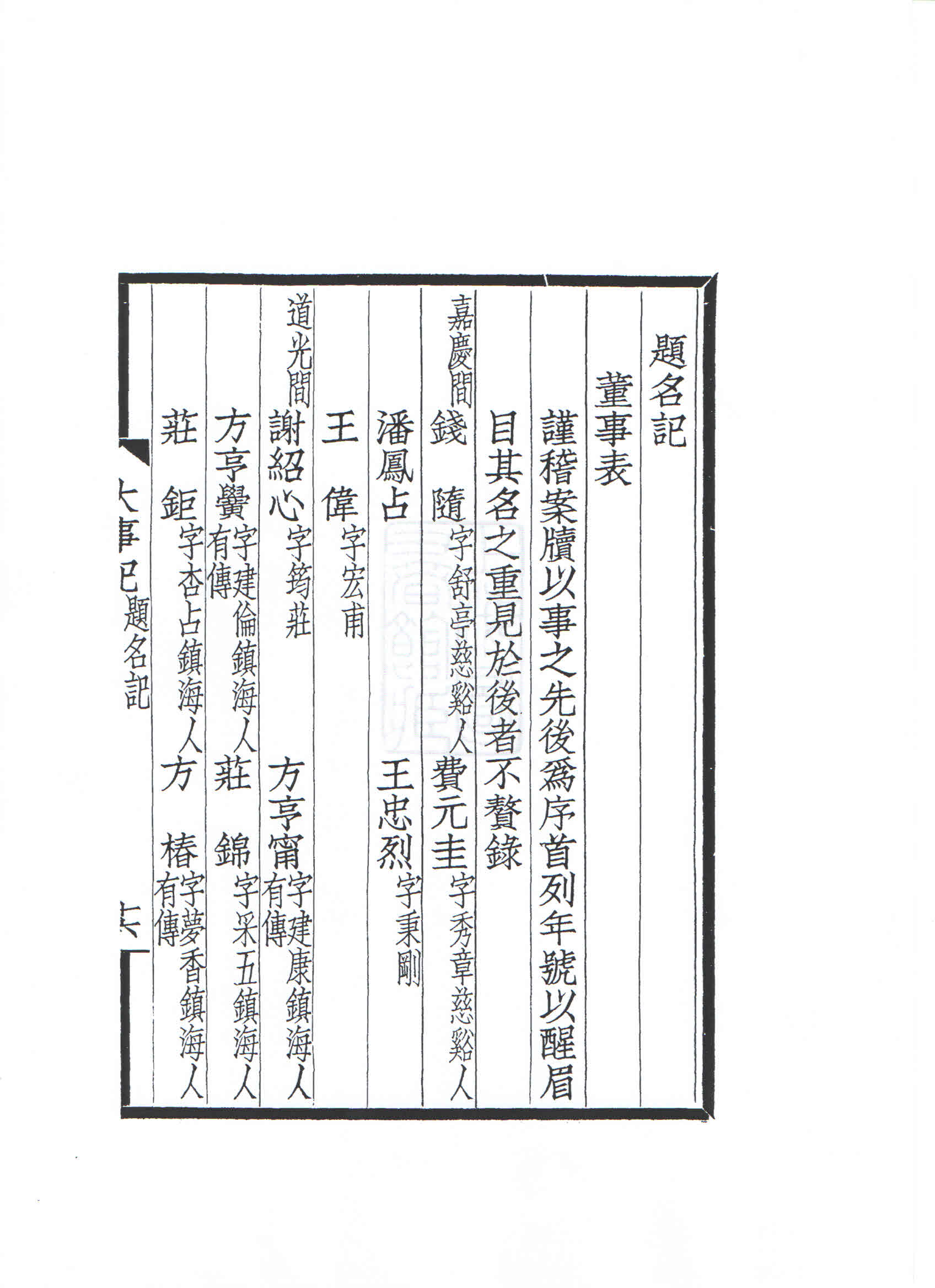
四明公所董事表第一页

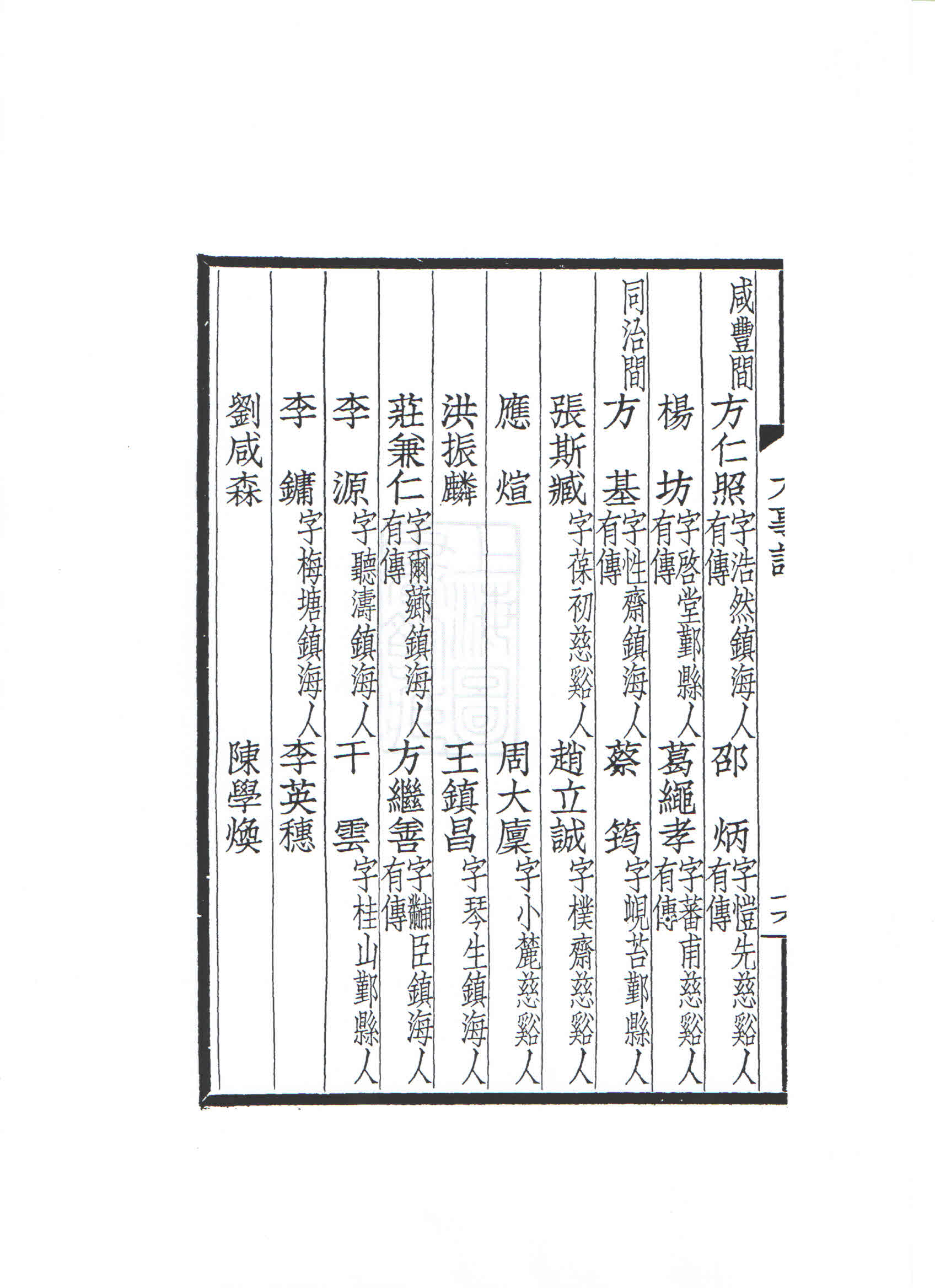
四明公所董事表第二页

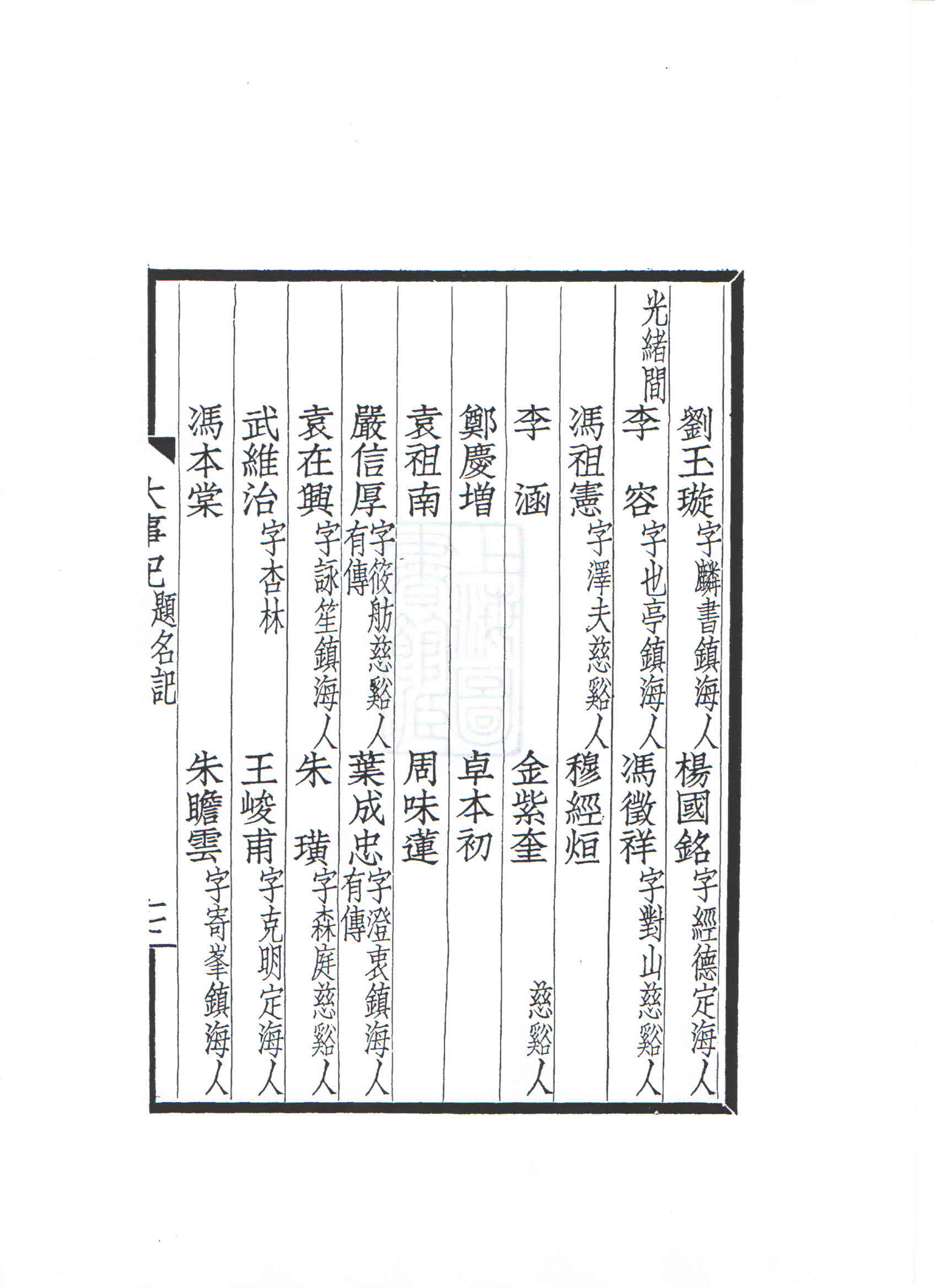
四明公所董事表第三页

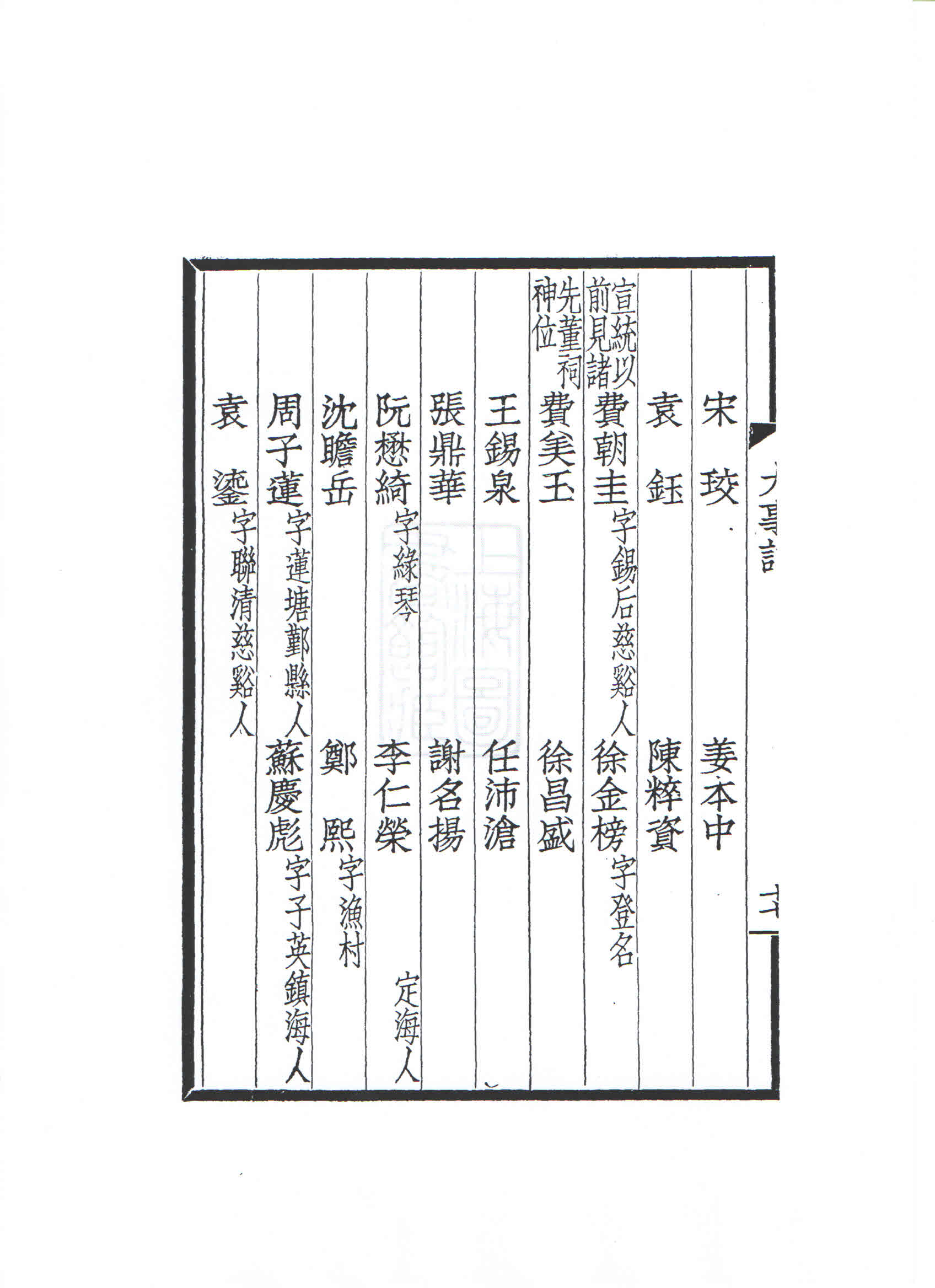
四明公所董事表第四页

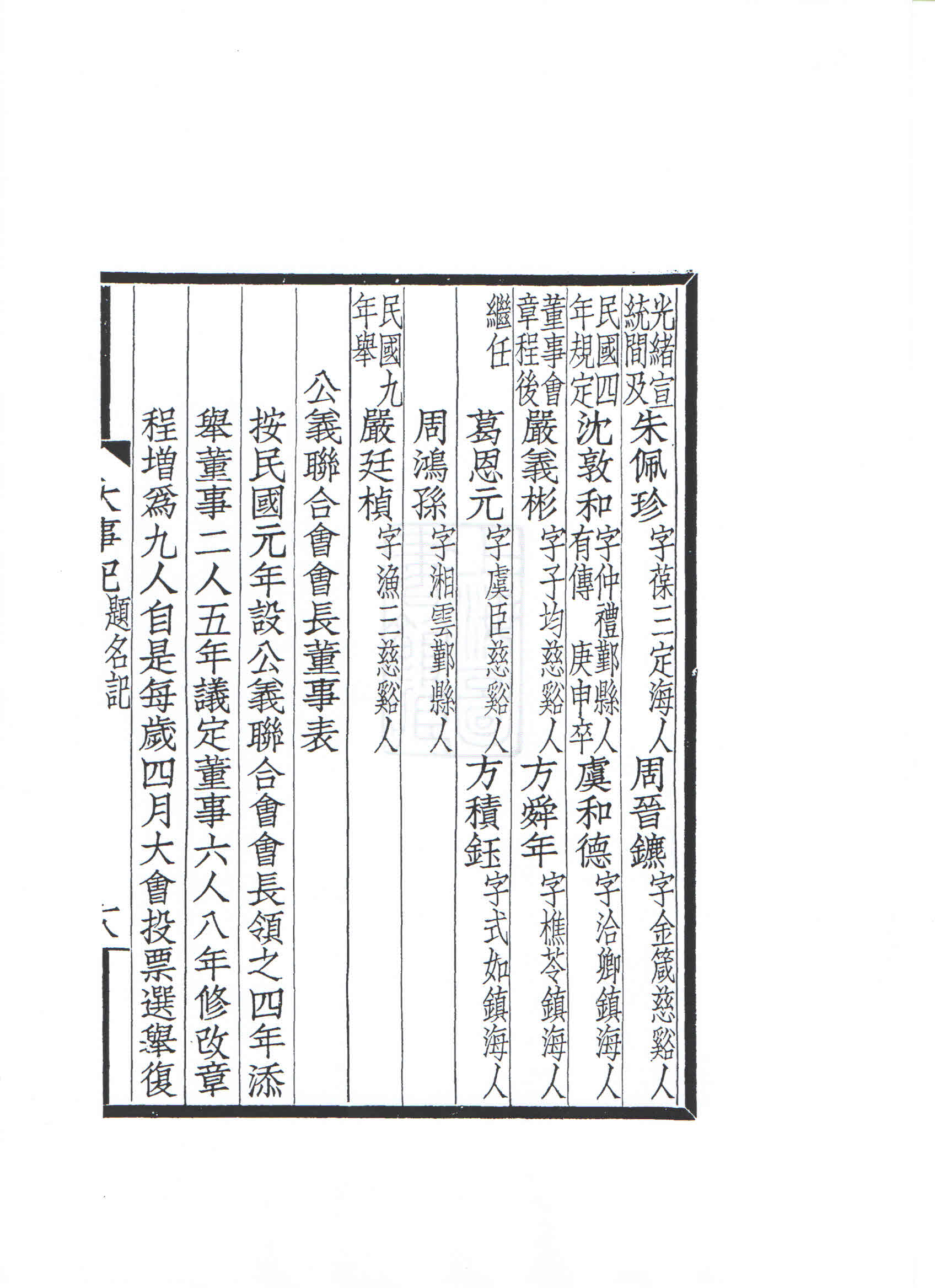
四明公所董事表第五页

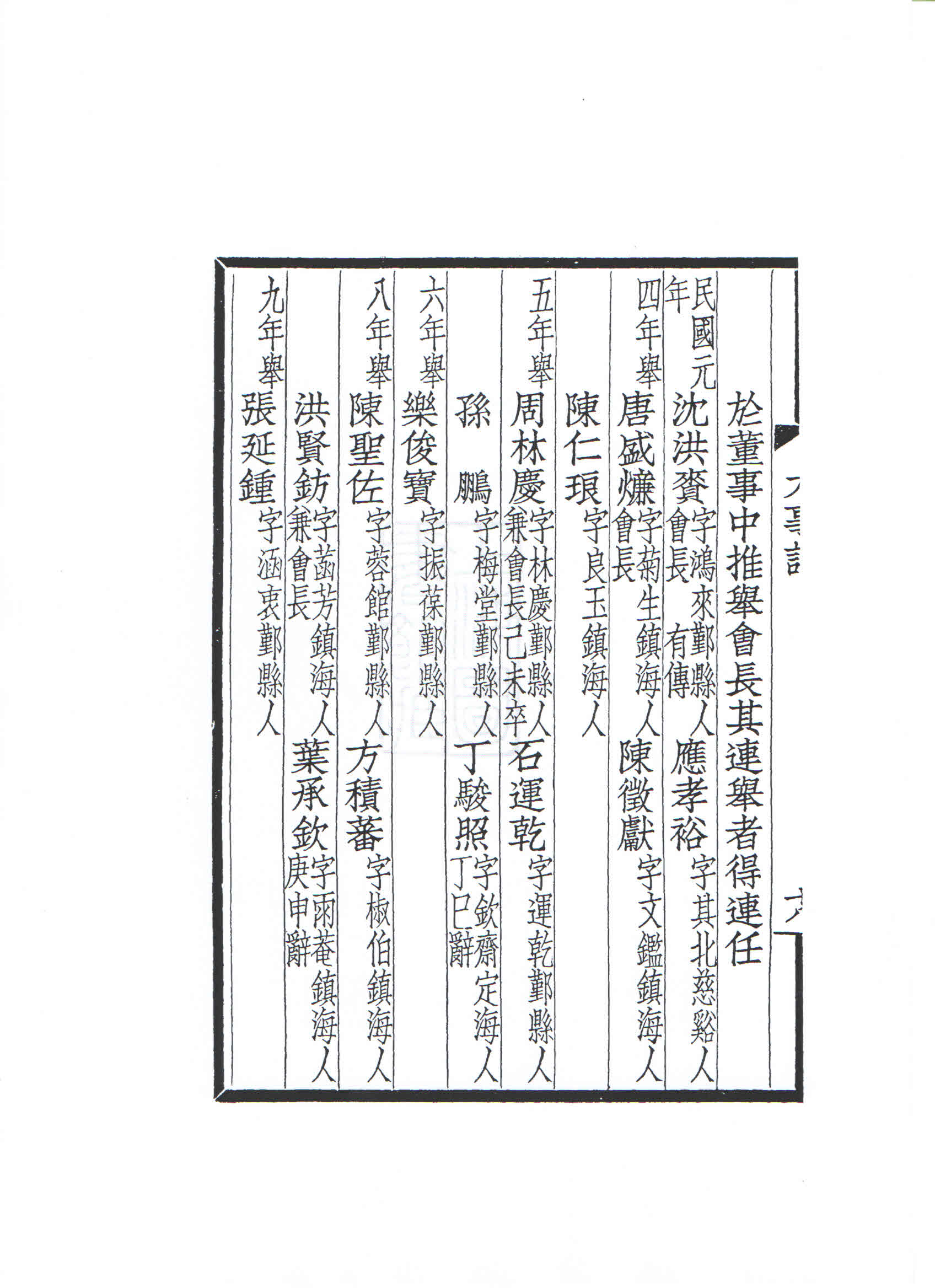
四明公所董事表第六页

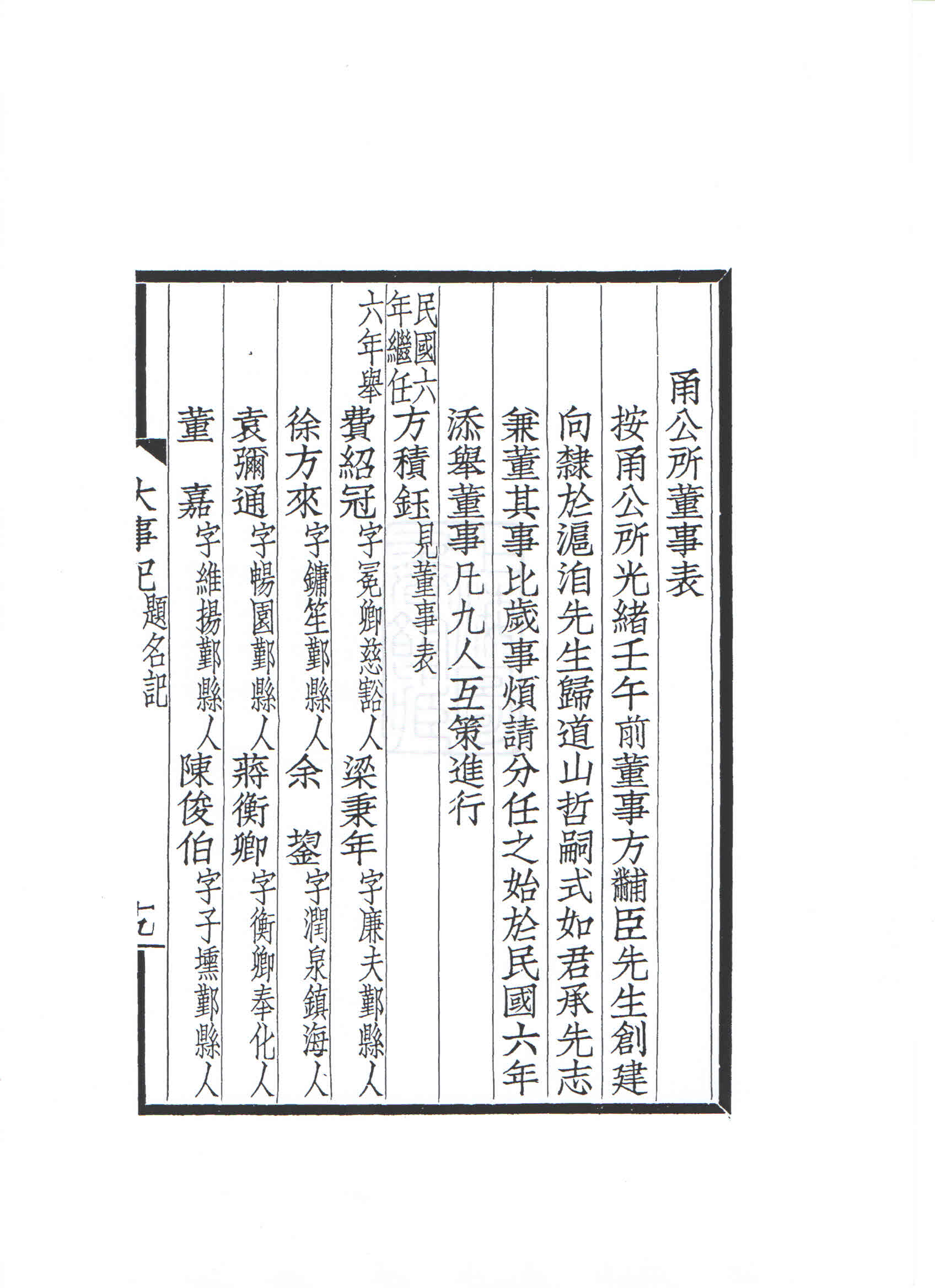
四明公所董事表第七页

方黼臣（继善）参与了二次四明公所与法租界当局抗争事件。第一次是清同治十三年（1874）法租界商议在四明公所义冢地上开筑道路，遭宁波同乡合力反对，但法租界公董局态度强硬，居然调动警力和军队强行闯进公所，拆毁建筑，并对前来阻止的宁波人大打出手，冲突中被打死7人，受伤20人，酿成血案。这时方黼臣正继其叔性斋之后董督四明公所之事，他不顾个人安危，挺身而出。由于方黼臣和董事们的交涉和努力，最终得到了朝廷及洋务派首领李鸿章的支持并协调，于光绪四年（1878）由上海道与法国驻沪领事订立《四明公所公立议单》。规定此后法国租界内四明公所房屋冢地，永归宁波董事经管，免其迁移。凡冢地之内，永不得筑路、开沟、造房、种植，致损葬棺。:59

第二次四明公所血案发生在光绪二十四年戊戌(1898)，当时法公董局不顾信义，借口建造学校和医院，欲强行要求征收公所部分地产。据史料记载，方黼臣那时已是四明公所的总董。血案发生后，董事们商议对策的地点就是他公司的所在地“安仁里”（圆明园路，大英领事公馆对面）。“一约于明晨十下响时，在安仁里集议；一约凡属甬人，一律停止贸易...”。几天后媒体报道：“闻英界安仁里方铭（镇）记主人，即公所总董，昨晨鸣钟十下，甬人士之不期而至者，约有数百人...”。方黼臣在抗争中得重病，没看到胜利就去世了。但“佥谓甬人能保尺土折强族，则君（方黼臣）之遗策也:方公黼臣传”。
方黼臣还出巨资发起在宁波江北岸建宁波四明公所，在慈溪小隐山置义冢地等。至清末民初，宁波人在上海的主要同乡团体是四明公所。据上海图书馆收藏的《上海四明公所大事记》记载，桕墅方家族在沪的五代人中，有9位成员曾出任四明公所董事（方亨宁、方亨黉、方椿、方仁照、方基、方继善、方舜年、方积钰、方积蕃）。但其家族成员遵循祖训，在四明公所里“欲守先人，不好名，不居功”。
方黼臣为宁波四明公所写的《宁郡四明公所条约序》：

吾郡江北岸四明公所，余与郡人士踵沪上四明公所推广而成之者也。西铭日，民吾同胞物吾与也，凡天下疲癃残疾。巨独鳏寡，皆吾兄弟之颠连而无告者也。夫以天下言民物吾胞与，况郡邑；视天下疲癃残疾如兄弟，况死丧。死丧而至异乡，其颠连无告之情，有不忍言者矣。此吾乡先辈四明公所所由设也，非欲见德也，为阴德而欲使人闻、使人见，吾辈何敢言，夫亦推广前人之意，以求心之所安而已，而条约则不可不使人闻、使人见，以垂之永永者。沪上之有四明公所。自嘉庆间始也，咸丰中毁于兵燹，吾先人倡率醵资，建设如初制．定议为吾郡五邑一厅之人之客死沪地者停寄旅榇。沪上自各国通商以来，万商辐辏，日增而岁不同，故吾乡之客沪者日盛，而停榇者亦日益加，至有停寄多年无子孙承领者，累累积榇，惨目伤心。爰于光绪八年，与郡人士集议，于江北岸分设公所，将沪上久积之榇，运归本郡，别建厂以妥之，限一年内待人来领，至限满无人来领者，则于慈溪小隐山买地葬之，庶几重乡谊而奠幽魂，不至蓬颗敝冢，荡为异域之鬼。区区之私，幽明共鉴。于库!沪上创始于嘉庆间，迄今近百年，而郡中分设，亦十有六年矣。历稽册籍，其幸而经人领归．葬祭无阙，不幸而子孙绝灭，或虽有子孙而孤苦不能领者，举瘗之义山，而孤魂之无主者，几何不泣青磷而啼宵露也，尚忍言哉。自经始以至竣事，凡工费规制，悉著于录，而停榇设祭义山诵经，莫不斟酌至当，一一备书之，所以风厉乡之人，亦以望后之仁人君子，体西铭之意，匡余不逮，而更教益之。光绪丁酉年识。
葛恩元谨按：上海四明公所，虽肇自嘉庆二年，乡先达钱、费、潘、王诸公经始成之，而道光辛卯增修、咸丰戊午重建，前后之役，倡率醵资大启尔宇者，实惟镇海方公润斋叔侄昆季，则黼臣先生之先德也。先生绳武继志，推西铭胞与之心，复于郡城江北岸设分公所．慈溪小隐山置义冢地，俾旅榇运回故里，得正邱首厘，订条约诒诸永久。仁人之言，其利溥后之览者，将有感于斯文。

## 公益慈善
方黼臣一生乐善好施，热心公益事业，除了在上海的四明公所外，他还为建志乘书院、赈黄河决口水灾、修桥筑路及广仁堂、福幼堂、育婴堂等捐资巨万。

## 方黼臣传
张美翊为方黼臣写的传:

君讳继善，谱讳义章，字子谦，黼臣其号也。考润斋公居积起家，散金结客，以任侠名海上。君幼承庭训，有大志，年十五，即随侍至沪，经商贸货，已若成人。既而封翁考终沪寓，侍疾治丧，尽哀尽礼。自以早岁失恃，则事庶母朱太淑人，起敬起孝，岁时归省，珍食良药，相望于道。益从季父性斋翁，扩张先业，列肆遍于甬沪诸埠。及性斋翁捐馆舍，内而家政，外而商业，以一身任之。与房从兄弟相友。爱逾寻常。生平自奉俭啬，而急公好义，不惜巨资。邑中如志乘书院、河道桥梁、恤嫠育婴、种痘施药、掩骼埋黹，无不预也；国中如防海治河、各省振捐，无不输也。而族戚朋友依以为生，与夫乡里贫乏藉以得食者，盖无论矣。上海四明公所，方氏之所创也，同治甲戌，法人复谋侵地筑路，甬人佣于沪者大愤，群起与角，众势汹汹不可遏，而海关道沈秉成、上海令叶廷眷讳其事，君往谒当道，陈述咸丰庚辛间其先人与法领事交涉成案，与力争，不少让。北洋大臣李文忠公闻之，为达之政府，因议各清界限，久而始定。越二十年戊戌．法人复翻前议，维时余适客授沪上，与严筱舫、叶澄衷诸君，会于方氏镇记号中，相顾错愕，几于无策。于是君移疾家居，贻书乡人，声叙前案，往复辩论，凡数千言，始得据以与议。中外官绅主持公论，遂让余地以通道，修围墙以保冢，禁停柩以卫生，明定要约，刊立界石，而君以是年秋九月十六日，终于里第，不及见矣。要之，四明公所先后之役，名震海内外，佥谓吾甬人能保尺土折强族，则君之遗策也。卒年五十有六。

## 精英后代
- 儿辈：方季扬民国时期上海钱业巨擘。
- 孙辈：方液仙日化大王和国货大王，方哲民安康钱庄和肇新化工厂董事长。